# Sandra Thalmann
Sandra Thalmann (* 18. Dezember 1992 in Basel) ist eine Schweizer Eishockeynationalspielerin, die seit 2012 für den SC Reinach in der Women’s League spielt. Mit der Schweizer Eishockeynationalmannschaft der Frauen nahm sie an zwei Olympischen Winterspielen und sechs Weltmeisterschaften teil.

## Karriere
Sandra Thalmann kam durch ihre beiden älteren Brüder zum Eishockey und stand bereits im Alter von vier Jahren auf dem Eis. Beim EHC Rheinfelden durchlief sie die ersten Nachwuchsmannschaften, wechselte später zum EHC Zunzgen-Sissach und wurde ab ihrem zwölften Altersjahr von der Leistungssportförderung Baselland unterstützt. Nach ihrem Schulabschluss machte sie eine Sportlerlehre als Konstrukteurin. Bis Thalmann 18 Jahre alt war, trainierte und spielte sie ausschliesslich in männlichen Mannschaften.
Thalmann vertrat ihr Heimatland bei den U18-Meisterschaften 2008 und 2009.
Ab 2009 nahm Thalmann bei Frauen-Weltmeisterschaften teil. Insgesamt sechs Mal trat sie dort an und ewann 2012 mit der Nationalmannschaft eine Bronzemedaille.
Thalmann wurde vor den Olympischen Winterspielen 2010 in Vancouver für die Schweizer Eishockeynationalmannschaft der Frauen ausgewählt, bei denen das Team den fünften Platz belegte. 2014 konnte sie mit dem Team bei den Olympischen Winterspielen in Sotschi die Bronzemedaille erringen.
Bis Februar 2018 absolvierte Thalmann 145 Länderspiele. Im Oktober 2019 gab sie ihr Comeback in der Nationalmannschaft.

## Erfolge und Auszeichnungen

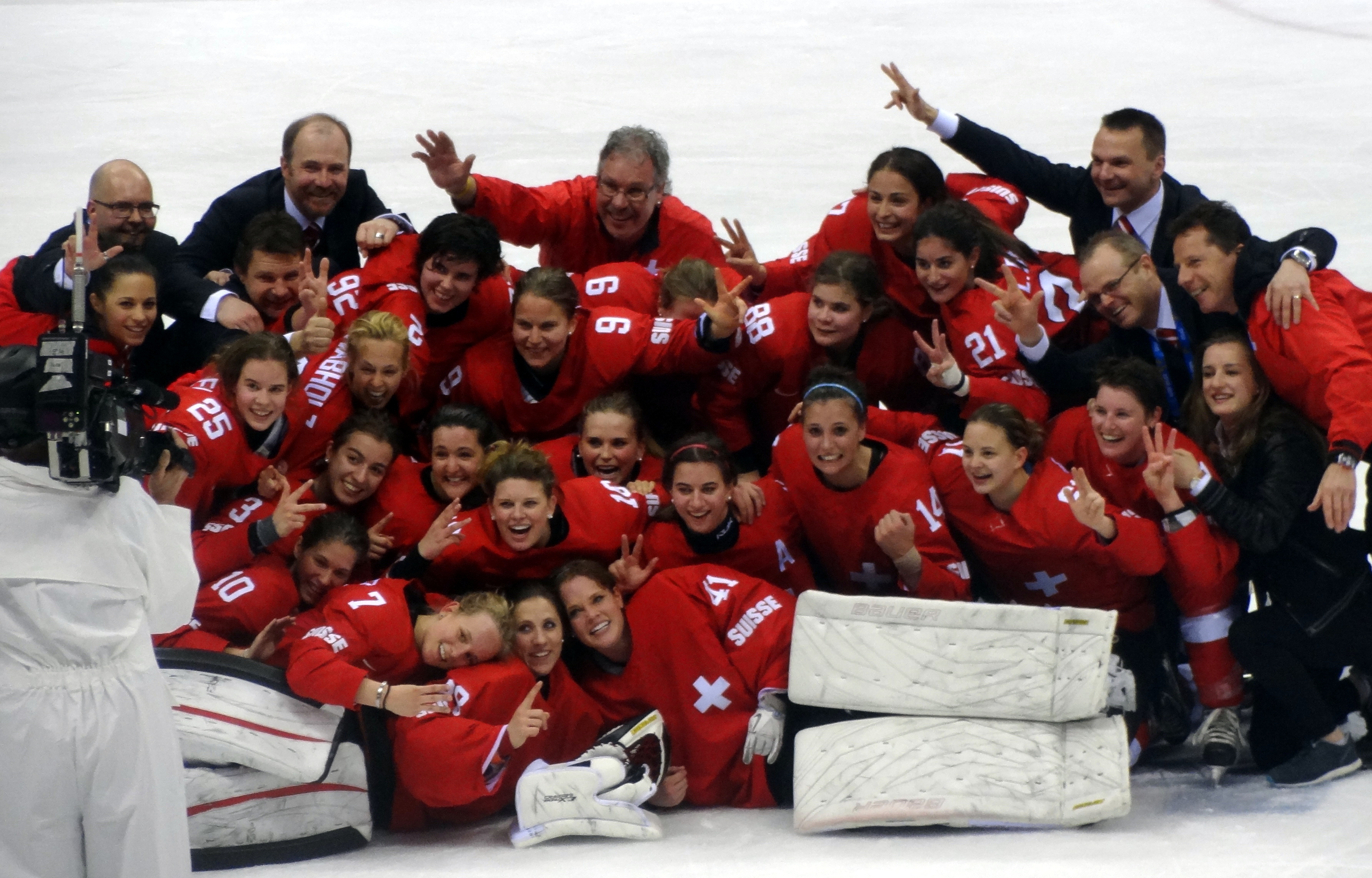
Gewinn der Bronzemedaille bei den Olympischen Winterspielen 2014

- 2012 Bronzemedaille bei der Weltmeisterschaft
- 2014 Bronzemedaille bei den Olympischen Winterspielen

## Karrierestatistik
(Legende zur Spielerstatistik: Sp oder GP = absolvierte Spiele; T oder G = erzielte Tore; V oder A = erzielte Assists; Pkt oder Pts = erzielte Scorerpunkte; SM oder PIM = erhaltene Strafminuten; +/− = Plus/Minus-Bilanz; PP = erzielte Überzahltore; SH = erzielte Unterzahltore; GW = erzielte Siegtore; 1 Play-downs/Relegation; Kursiv: Statistik nicht vollständig)